# 克林克海崖
78°31′S 161°35′E / 78.517°S 161.583°E
克林克海崖（英語：Clinker Bluff），是南極洲的海崖，位於維多利亞地的希拉里海岸，處於特里考尼山以西，在1957年由新西蘭探險隊測量，現時由南極條約體系管理。